# Han (flod)
Han är en flod som flyter genom Sydkorea. Den är totalt 514 kilometer lång, och flyter bland annat igenom Sydkoreas huvudstad Seoul för att sedan flyta ut i Gula havet, strax sedan den flutit samman med Imjinfloden.
Området runt Han har spelat en mycket stor roll i Koreas historia. Koreas tre kungariken stred om området, då man skulle kunna idka handel med Kina över Gula havet. Idag har den förlorat denna status och används bara som nöjes- eller viloplats. Dess djup är ungefär 2,5 meter och dess bredd 175 meter.